# Quiliano
Quiliano (im Ligurischen: Cüggiæn) ist eine italienische Gemeinde mit 6858 Einwohnern (Stand 31. Dezember 2023) in der Region Ligurien. Politisch gehört sie zu der Provinz Savona.

## Geographie
Die Gemeinde liegt im Hinterland zwischen Savona und Vado Ligure auf der linken Uferseite des gleichnamigen Flusses. Quiliano gehört zu der Comunità Montana del Giovo. Von der Provinzhauptstadt ist die Gemeinde circa sieben Kilometer entfernt.
Im Jahr 2006 wurde ihr die Bandiera Verde der Legambiente verliehen.
Das Territorium der Stadt umfasst sowohl Ländereien in den Ligurischen Alpen wie auch im Ligurischen Apennin.
Nach der italienischen Klassifizierung bezüglich seismischer Aktivität wurde Quiliano der Zone 4 zugeordnet. Das bedeutet, dass sich die Gemeinde in einer seismisch inerten Zone befindet.

## Wappen
Beschreibung: In Rot ein weißer Balken mit goldenem aufgelegtem offenen Torbogen zwischen zwei gemauerten Zinnentürmen. Über den Schild eine silberne zinnentürmige Mauerkrone.

## Klima
Die Gemeinde Quiliano wird unter Klimakategorie D klassifiziert, da die Gradtagzahl einen Wert von 1447 besitzt. Das heißt, die in Italien gesetzlich geregelte Heizperiode liegt zwischen dem 1. November und dem 15. April für jeweils zwölf Stunden pro Tag.

## Gemeindepartnerschaften
Quiliano unterhält Partnerschaften mit der slowenischen Gemeinde Ajdovščina sowie mit dem britischen Great Wyrley.